# Simon Moore
Pour les articles homonymes, voir Moore.
Simon William Moore, né le 19 mai 1990, est un footballeur anglais évoluant au poste de gardien de but au Sunderland.

## Carrière en club
Né à Sandown, sur l'Île de Wight, Moore a commencé à Brading Town. Il a ensuite été signé à l'académie du club de Premier League, Southampton. Il fut libéré par le club, jugé trop petit. Il est retourné à Brading Town avant de signer à Farnborough.

### Brentford
Moore signe à Brentford en Août 2009 après avoir passé l'été en essai au club. Il devra cependant attendre mai 2010 faire ses débuts comme remplaçant du gardien habituel Wojciech Szczęsny lors d'un match contre Hartlepool United.

### Basingstoke Town (prêt)
En octobre 2010, Moore est prêté à Basingstoke Town où il a joué 10 matchs pour le club avant de retourner à Brentford en janvier 2011.

### Retour à Brentford
La saison 2012-2013 marque une percée de Moore à Brentford. Il commence la saison comme doublure du gardien Richard Lee. Durant la période de blessure de Lee, Moore réalise de bonnes performances et gagne sa place dans l'équipe première.
Il a notamment aidé Brentford à atteindre le quatrième tour de la FA Cup, incluant leur performance (2-2) contre les champions d'Europe, Chelsea.
Brentford fini sa saison troisième de la ligue, manquant la promotion d'office lors de la dernière journée de championnat. Ils passèrent les demi-finales contre Swindon Town aux tirs au but, où Moore arrêta un des tirs. Ils perdirent cependant en finale contre Yeovil Town.

### Cardiff City
Le 29 juillet 2013, Malky Mackay signe Moore avec un contrat de quatre ans et l'année de la promotion de Cardiff en Premier League. Après avoir échoué à devenir titulaire face à David Marshall et juste après l'arrivée de Ole Gunnar Solskjær comme nouvel entraîneur, Moore est prêté à Bristol City le 30 janvier 2014, dans le but d'obtenir un temps de jeu régulier. Pendant son prêt, son club de Cardiff est relégué.

### Bristol City (prêt)
Le 30 janvier 2014, Moore rejoint Bristol en prêt pour la fin de la saison 2013-2014 et a joué 11 matchs avec le club. Il a notamment fait ses débuts le 1er février contre Carlisle United (victoire 2-1).

### Retour à Cardiff City
Moore doit attendre le début de la saison 2014-2015 pour enfin faire ses débuts à Cardiff lors d'une victoire 2-1 contre Coventry City en League Cup.
En championnat, il débute avec Cardiff lors de la victoire 1-0 contre Fulham où il gardera ses cages inviolées.
À la fin de la saison 2014-2015, Moore avait un temps de jeu important et régulier à Cardiff, sous les ordres de l'entraîneur Russell Slade, incluant un match impressionnant contre son ancien club, Brentford.

### Sheffield United et après
Le 19 août 2016, il rejoint Sheffield United, avec lequel il remporte le Football League One en 2016-17.
Le 3 juillet 2021, il rejoint Coventry City.

Le 21 juin 2024, il rejoint Sunderland.

## Carrière internationale
Moore a représenté l'Île de Wight lors des Jeux des Îles 2009.

## Statistiques
| Performance en club   | Performance en club   | Performance en club   | Ligue | Ligue | FA Cup | FA Cup | League Cup | League Cup | Autres | Autres | Total | Total |
| Saison                | Club                  | Ligue                 | Apps. | Buts  | Apps.  | Buts   | Apps.      | Buts       | Apps.  | Buts   | Apps. | Buts  |
| --------------------- | --------------------- | --------------------- | ----- | ----- | ------ | ------ | ---------- | ---------- | ------ | ------ | ----- | ----- |
| 2009-10               | Brentford             | League One            | 1     | 0     | 0      | 0      | 0          | 0          | 0      | 0      | 1     | 0     |
| 2010-11               | Brentford             | League One            | 10    | 0     | 0      | 0      | 1          | 0          | 1      | 0      | 12    | 0     |
| 2011-12               | Brentford             | League One            | 10    | 0     | 0      | 0      | 1          | 0          | 1      | 0      | 12    | 0     |
| 2012-13               | Brentford             | League One            | 43    | 0     | 4      | 0      | 1          | 0          | 4      | 0      | 52    | 0     |
| Total Brentford       | Total Brentford       | Total Brentford       | 64    | 0     | 4      | 0      | 3          | 0          | 6      | 0      | 77    | 0     |
| 2013-14               | Cardiff City          | Premier League        | 0     | 0     | 0      | 0      | 0          | 0          | -      | -      | 0     | 0     |
| Total Cardiff City    | Total Cardiff City    | Total Cardiff City    | 0     | 0     | 0      | 0      | 0          | 0          | 0      | 0      | 0     | 0     |
| 2013-14               | Bristol City (prêt)   | League One            | 11    | 0     | 0      | 0      | 0          | 0          | -      | -      | 11    | 0     |
| Total Bristol City    | Total Bristol City    | Total Bristol City    | 11    | 0     | 0      | 0      | 0          | 0          | 0      | 0      | 11    | 0     |
| 2014-15               | Cardiff City          | Championship          | 8     | 0     | 2      | 0      | 3          | 0          | -      | -      | 13    | 0     |
| Total Cardiff City    | Total Cardiff City    | Total Cardiff City    | 8     | 0     | 2      | 0      | 3          | 0          | 0      | 0      | 13    | 0     |
| Total sur la carrière | Total sur la carrière | Total sur la carrière | 83    | 0     | 6      | 0      | 6          | 0          | 6      | 0      | 95    | 0     |

## Vie privée
Simon Moore à un petit frère, Stuart Moore (en) qui est aussi gardien de but professionnel, jouant actuellement à Reading.

## Palmarès

### En club
- Sheffield United
  - Champion d'Angleterre de D3 en 2017

### Distinctions personnelles
- Membre de l'équipe type de League One en 2017.